# Toddynho
Toddynho é uma linha de bebida achocolatada fabricada pela PepsiCo no Brasil, a partir da marca tradicional Toddy. Seu lançamento foi realizado em 1982 com a propriedade e marca da Quaker Oats, tendo como público-alvo o infantil. A bebida láctea achocolatada é o seu produto mais conhecido e é distribuída em embalagens de 200 ml.
| Informação nutricional de Toddynho Porção de: 200ml (1 unidade) | Informação nutricional de Toddynho Porção de: 200ml (1 unidade) | Informação nutricional de Toddynho Porção de: 200ml (1 unidade) |
| Quantidade por porção                                           | VD%                                                             |                                                                 |
| Valor energético                                                | 185kcal = 776kJ                                                 | 13                                                              |
| Proteínas                                                       | 3,9g                                                            | 21                                                              |
| Carboidratos                                                    | 32g                                                             | 15                                                              |
| Sódio                                                           | 130mg                                                           | 43                                                              |
| Cálcio                                                          | 260mg                                                           | 43                                                              |
| Ferro                                                           | 1,8mg                                                           | 30                                                              |
| Zinco                                                           | 1,6mg                                                           | 30                                                              |
| --------------------------------------------------------------- | --------------------------------------------------------------- | --------------------------------------------------------------- |

## Controvérsias

### Lotes contaminados
Em agosto de 2014, a PepsiCo, fabricante do achocolatado Toddynho, confirmou que 8.810 unidades do produto, fabricadas em Guarulhos, na Grande São Paulo, no dia 2 de junho e com validade até 29 de novembro, estavam contaminadas com a bactéria Bacillus cereus que provoca intoxicação alimentar e pode causar enjoos, vômitos e diarreia. A informação foi repassada ao serviço de Vigilância Sanitária da Secretaria da Saúde de Porto Alegre, onde o lote foi distribuído. Segundo a PepsiCo, duas mil unidades do produto contaminado foram localizadas e recolhidas na rede de estabelecimentos comerciais da Grande Porto Alegre. Segundo a empresa, o lote que começou a ser recolhido representa menos de 0,5% do que é comercializado mensalmente no Rio Grande do Sul.
Em 2011, a Pepsi já havia feito recall de 80 unidades do mesmo produto devido à presença de detergente na composição da bebida, também fabricada em Guarulhos e distribuída no Rio Grande do Sul. Na época, 32 ocorrências de intoxicação foram notificadas junto à Vigilância Sanitária Estadual antes do recolhimento do produto. Em análise de laboratório, foi identificado que o pH dos produtos estavam em torno de 13, de uma escala entre 0 e 14, ou seja, indicando grande alcalinidade.